# Señorío de Autlán
El señorío de Autlán (del nahuatl: Autlán tlahtocayotl, 'reino cerca del arroyo') fue un estado mesoamericano habitado por tecos que tuvo su auge político y militar en el período posclásico tardío. Su capital, de nombre homónimo, era uno e los pueblos más grandes de la costa del occidente de lo que ahora es México, y tenía alrededor de mil doscientas casas y varios miles de habitantes. Se extendía por un gran territorio al sur del actual territorio de Jalisco colindando con el reino de Colliman, al este, con el reino de Cuzalapa, al sureste, y con Tenamaxtlan y el señorío de Tomatlán, al norte y oeste. 
Durante la Guerra del Salitre al mando del tlatoani Copatzin formaron alianza con Colliman y Tonallan y derrotaron a los tarascos cuando intentaron tomar el valle salitroso de Chapala y zonas circundantes.
Varias veces los españoles trataron de conquistarlos pero fue a la tercera ofensiva cuando lograron vencerlos.